# Contea di Xifeng (Liaoning)
La contea di Xifeng (西丰县S, Xīfēng XiànP) è una contea della Cina, situata nella provincia di Liaoning e amministrata dalla prefettura di Tieling.